# Mar epicontinental
Un mar epicontinental es una masa de agua salada con una gran extensión pero con escasa profundidad que se extiende sobre una plataforma continental.

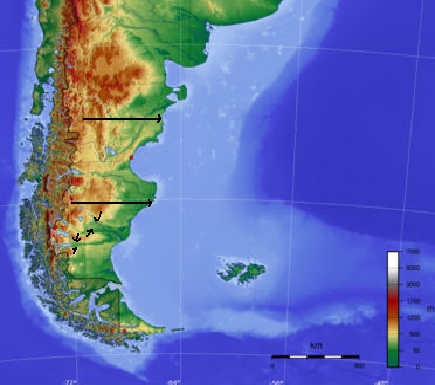
Mar Argentino, un ejemplo de mar epicontinental.

Los mares epicontinentales se suelen asociar con las transgresiones marinas de principios del Cenozoico. Pueden ser cálidos o fríos: de hecho, a finales de la última era glacial todavía quedaban unos cuantos, cuando el aumento del nivel del mar superaba la velocidad de isostasia en algunas zonas. Un importante mar epicontinental en la prehistoria, concretamente entre el Mesozoico y Cenozoico, fue el estrecho de Turgai, que separaba el continente europeo del sureste asiático. 
En la actualidad, los mares epicontinentales suponen un gran aprovechamiento económico, ya que en ellos la posibilidad de pesca es muy grande. Se asientan sobre plataformas continentales, con lechos marinos a una profundidad media de 200 m o menos. Ejemplos significativos de mares epicontinentales actuales son el golfo Pérsico, el mar del Norte, el mar argentino, la bahía de Hudson y el mar de China Oriental.